# Championnat du Cameroun de football 2002
Navigation
Saison précédente Saison suivante
La saison 2002 du Championnat du Cameroun de football était la 42e édition de la première division camerounaise, la MTN Elite 1. Les équipes sont regroupées au sein d'une poule unique, où chaque équipe affronte tous les adversaires 2 fois, à domicile et à l'extérieur.
C'est le Canon Yaoundé qui termine en tête du championnat cette année. C'est le 9e titre de champion de son histoire.

## Les 16 clubs participants
| - Cotonsport Garoua - Tonnerre Yaoundé - Canon Yaoundé - Union Douala - AS Mairie Yaoundé - Promu de D2 - Stade Bandjoun - Espérance Guider - Sable Batié | - Unisport Bafang - Kumbo Strikers - Racing Club Bafoussam - Victoria United - Promu de D2 - Fovu Baham - Bamboutos Mbouda - Promu de D2 - Mount Cameroun - Cintra Yaoundé |

## Compétition

### Classement
| Rang | Équipe                | Pts | J  | G  | N  | P  | Bp | Bc | Diff |
| ---- | --------------------- | --- | -- | -- | -- | -- | -- | -- | ---- |
| 1    | Canon Yaoundé         | 55  | 30 | 15 | 10 | 5  | 41 | 23 | +18  |
| 2    | Cotonsport Garoua (T) | 53  | 30 | 14 | 11 | 5  | 37 | 20 | +17  |
| 3    | Bamboutos Mbouda (P)  | 50  | 30 | 12 | 14 | 4  | 24 | 19 | +5   |
| 4    | Unisport Bafang       | 44  | 30 | 10 | 14 | 6  | 37 | 24 | +13  |
| 5    | Tonnerre Yaoundé      | 40  | 30 | 10 | 10 | 10 | 42 | 35 | +7   |
| 6    | Mount Cameroun (C)    | 39  | 30 | 8  | 15 | 7  | 28 | 24 | +4   |
| 7    | Union Douala          | 38  | 30 | 9  | 11 | 10 | 23 | 29 | -6   |
| 8    | Sable Batié           | 37  | 30 | 7  | 16 | 7  | 23 | 22 | +1   |
| 9    | Racing Bafoussam      | 37  | 30 | 9  | 10 | 11 | 21 | 21 | 0    |
| 10   | Fovu Baham            | 37  | 30 | 9  | 10 | 11 | 21 | 28 | -7   |
| 11   | Stade Bandjoun        | 37  | 30 | 9  | 10 | 11 | 23 | 32 | -9   |
| 12   | Cintra Yaoundé        | 36  | 30 | 8  | 12 | 10 | 31 | 36 | -5   |
| 13   | Victoria United (P)   | 35  | 30 | 8  | 11 | 11 | 22 | 24 | -2   |
| 14   | Kumbo Strikers        | 32  | 30 | 7  | 11 | 12 | 20 | 31 | -11  |
| 15   | AS Mairie Yaoundé (P) | 31  | 30 | 8  | 7  | 15 | 33 | 41 | -8   |
| 16   | Espérance Guider      | 28  | 30 | 6  | 10 | 14 | 19 | 36 | -17  |

|  | Qualifié pour la Ligue des champions de la CAF 2003 |
|  | Qualifié pour la Coupe des Coupes 2003              |
|  | Qualifié pour la Coupe de la CAF 2003               |
|  | Relégué en deuxième division                        |

## Bilan de la saison
| Tableau d'Honneur                   |                |
| Compétition                         | Vainqueur      |
| Championnat du Cameroun de football | Canon Yaoundé  |
| Coupe du Cameroun                   | Mount Cameroun |

| Qualifications continentales       |                   |
| Ligue des champions de la CAF 2003 | Qualifié          |
| Premier tour                       | Canon Yaoundé     |
| Coupe des Coupes 2003              | Qualifiés         |
| Premier tour                       | Mount Cameroun    |
| Coupe de la CAF 2003               | Qualifiés         |
| Premier tour                       | Cotonsport Garoua |

| Promotion et relégation |                                                   |
| Relégués en 2e division | Kumbo Strikers AS Mairie Yaoundé Espérance Guider |
| Promus en MTN Elite 1   | Caïman de Douala Renaissance Ngoumou PWD Bamenda  |